# The Good Times and the Bad Ones
The Good Times and the Bad Ones ist das zweite Studioalbum der amerikanischen Boygroup Why Don’t We. Das Album wurde am 15. Januar 2021 von Atlantic Records veröffentlicht. Es gab drei Singleauskopplungen aus dem Album: Fallin’ (Adrenaline), Lotus Inn und Slow Down. Das Album sprang direkt auf Platz 3 der Billboard 200.

## Hintergrund
Das Album wurde während der COVID-19-Pandemie aufgenommen und ist das erste Album der Band, das ausschließlich Songs enthält, die von den Mitgliedern der Band geschrieben wurden.

## Titelliste
| Nr.          | Titel                | Länge |
| ------------ | -------------------- | ----- |
| 1.           | Fallin’ (Adrenaline) | 3:36  |
| 2.           | Slow Down            | 3:08  |
| 3.           | Lotus Inn            | 3:15  |
| 4.           | Be Myself            | 3:33  |
| 5.           | Love Song            | 2:31  |
| 6.           | Grey                 | 4:37  |
| 7.           | For You              | 3:22  |
| 8.           | I’ll Be Okay         | 3:22  |
| 9.           | Look At Me           | 1:57  |
| 10.          | Stay                 | 2:47  |
| Gesamtlänge: | Gesamtlänge:         | 32:12 |

## Singleauskopplungen
Die erste Single, Fallin’ (Adrenaline) wurde als Hauptsingle des Albums am 29. September 2020 veröffentlicht. Der Song erreichte Platz 37 in den amerikanischen Billboard Charts und war der erste Song der Band, der dort einen Platz bekommen konnte. Lotus Inn wurde als zweite Single des Albums am 4. Dezember 2020 veröffentlicht, gefolgt von Slow Down, der dritten Single, am 18. Dezember 2020.

## Rezeption

### Rezensionen
Nasya Blackshear vom Atwood Magazine schrieb, dass das Album zwar nicht die Popwelt maßgeblich verändern würde, dass es aber dafür Why Don’t We verändert hätte. Sie fand außerdem, dass die Titelliste etwas auf und ab gehen würde. Matt Collar von AllMusic schrieb, dass das Album seiner Meinung nach ein paar mehr schnellere Songs haben sollte, damit es nicht so eintönig klingt. Er sagte auch, dass es Why Don’t Wes steigende Pop-Reife zeige.

### Charts und Chartplatzierungen
| ChartsChartplatzierungen       | Höchstplatzierung | Wochen |
| ------------------------------ | ----------------- | ------ |
| Deutschland (GfK)              | 17 (2 Wo.)        | 2      |
| Österreich (Ö3)                | 6 (2 Wo.)         | 2      |
| Schweiz (IFPI)                 | 10 (1 Wo.)        | 1      |
| Vereinigtes Königreich (OCC)   | 5 (1 Wo.)         | 1      |
| Vereinigte Staaten (Billboard) | 3 (2 Wo.)         | 2      |